# Човно-Федорівка
Чо́вно-Фе́дорівка — село в Україні, в Опішнянській селищній громаді Полтавського району Полтавської області. Населення становить 568 осіб.

## Географія
Село Човно-Федорівка знаходиться біля витоків річки Мужева Долина. На відстані одного кілометра розташовані села Мисики, Лавринці і Клименки.

## Походження назви
Неподалік від села було розташований хутір, власницею якого була Човнова Федора. Хутір було внесено до списку селищ Малоросійської губернії, складеному в 1799—1801 роках. У свою чергу перша частина назви колишнього хутора походить від назви річки Човнова — річка в Полтавській області, ліва притока Груні.

## Історія
Село виникло на початку 19 століття. За переписом 1859 року у Федорівці налічувалось 17 дворів, 114 жителів. 1892 року була збудована дерев'яна церква, діяли бібліотека, земська і церковнопарафіяльна школи. У 1910 році налічувалося 38 господарств та 212 жителів.
Радянська доба розпочалась в січні 1918 року.
Кількість загиблих під час голоду 1932—1933 років не встановлено. Відомо ім'я однієї жертви — Яценко Явдокія.
Човно-Федорівка перебувала в німецькій окупації з 5 жовтня 1941 по 11 листопада 1943 року. За цей період до Німеччини на примусові роботи було вивезено 45 осіб, та спалено 25 господарств. На фронтах Німецько-радянської війни воювало 236 односельців, 105 із них загинуло.

## Економіка
- Птаха-товарна ферма.
- Сільгоспкооператив «Маяк».
- ТОВ «Агромаяк».

## Об'єкти соціальної сфери
- Школа.
- Воскресенський храм УПЦ

## Пам'ятники
- На братській могилі радянських воїнів-визволителів села (збудований 1957 рік).

## Відомі люди

### Народились
- Антоній (Кріпак) — єпископ Російської православної церкви; архієрей релігійної групи «УПЦ МП» з титулом «єпископ Путивльський, вікарій Київської єпархії»

### Закінчили середню школу
Заєць Петро Петрович —  народний артист України, соліст квартету "Гетьман"